# ستاره طلایی
ستاره طلایی (نام علمی: Asteriscus spinosus) نام یک گونه از زیرخانواده کاسنی‌واریان است.